# Silver City (Nuovo Messico)
Silver City è una città e il capoluogo della contea di Grant, Nuovo Messico, negli Stati Uniti. Al censimento del 2020 la popolazione era di 9 704 abitanti. Ha sede l'Università del Nuovo Messico occidentale. Fondata nel 1870, Silver City prende il nome da una miniera d'argento vicino alla città.

## Geografia fisica
Secondo l'Ufficio del censimento degli Stati Uniti, ha una superficie totale di 10,15 mi² (26,29 km²).

## Società

### Evoluzione demografica
Secondo il censimento del 2020, la popolazione era di 9 704 abitanti.

## Infrastrutture e trasporti
In città sono presenti due aeroporti, il Grant County Airport, che si trova a 16 km a sud-est, e il Whiskey Creek Airport, situato a 7 km a est del quartiere degli affari. Inoltre, la città è attraversata dalla U.S. Route 180 e dalla New Mexico State Road 90.